# Долна Невля
 Тази статия е за селото в България.  За сръбската част на селото вижте Долна Невля (Сърбия).  
Долна Невля е разделено село между България и Сърбия. Българската част е в Община Драгоман, Софийска област, а сръбската – в Община Цариброд, Пиротски окръг.

## История
В съкратен регистър на Пиротския кадилък от 1530 година Долна Невля е отбелязано като село с 29 домакинства, 7 неженени жители и една вдовица.
При избухването на Балканската война от 1912 – 1913 г. един човек от Долна Невля е доброволец в Македоно-одринското опълчение. Името му е Димитър Маринков Паунов и е служил в 3-та рота на 2-ра Скопска дружина.

## Население
Данните за числеността на населението в с. Долна Невля според преброяванията през годините 
| \| Година на преброяване \| Численост \| \| --------------------- \| --------- \| \| 1934 \| 191 \| \| 1946 \| 159 \| \| 1956 \| 160 \| \| 1965 \| 94 \| \| 1975 \| 34 \| \| 1985 \| 18 \| \| 1992 \| 13 \| \| 2001 \| 6 \| \| 2011 \| 3 \| \| 2020 \| 0 \| |           |
| Година на преброяване | Численост |
| 1934 | 191       |
| 1946 | 159       |
| 1956 | 160       |
| 1965 | 94        |
| 1975 | 34        |
| 1985 | 18        |
| 1992 | 13        |
| 2001 | 6         |
| 2011 | 3         |
| 2020 | 0         |

## Други
Връх Невля на остров Гринуич, Южни Шетландски острови е наименуван в чест на село Долна Невля.